# Mitrocomium alcoicum
Mitrocomium alcoicum is een hydroïdpoliep uit de familie Lovenellidae. De poliep komt uit het geslacht Mitrocomium. Mitrocomium alcoicum werd in 1993 voor het eerst wetenschappelijk beschreven door Watson. 